# リアム・ブリッドカット
リアム・ロバート・ブリッドカット（Liam Robert Bridcutt、1989年5月8日 - ）は、イングランド・レディング出身のプロサッカー選手。サッカースコットランド代表。ポジションはMF。

## 経歴

### チェルシー
チェルシーFCのアカデミーで育成され、2007年夏にクラブと最初のプロ契約を結んだ。2008年2月8日、ヨーヴィル・タウンFCにレンタルに出され、翌日のウォルソールFC戦でプロデビュー。その後も下位クラブへのレンタルを繰り返した。2010年夏、契約満了によりチェルシーを退団。

### ブライトン・アンド・ホーヴ・アルビオン
2010年8月28日、5ヶ月の短期契約でフットボールリーグ1のブライトン・アンド・ホーヴ・アルビオンFCに加入。2010年11月5日、契約をシーズン終了まで延長。主力選手の一人としてリーグ1優勝とチャンピオンシップ昇格に大きく貢献した。
2011-12シーズンもレギュラーとしてチームを支え、シーズン終了後にはサポーター投票でチームの年間最優秀選手に選ばれた。

### サンダーランド
2014年1月30日、サンダーランドAFCに移籍、3年半契約にサインした。移籍金は推定300～400万ポンド。

### リーズ・ユナイテッド
2015年11月26日、レンタルでリーズ・ユナイテッドAFCに加入。2016年1月5日、レンタル期間をシーズン終了まで延長。
2016年8月16日、リーズに完全移籍し2年契約を結んだ。9月9日の試合ではソル・バンバに代わってゲームキャプテンを務めた。

### ノッティンガム・フォレスト
2017年8月22日、チャンピオンシップのノッティンガム・フォレストFCに移籍。移籍金は推定100万ポンドで契約は3年。

### ボルトン・ワンダラーズ
2019年9月、ボルトン・ワンダラーズFCへレンタル移籍。

### リンカーン・シティ
2022年1月31日、リンカーン・シティFCへシーズン終了までレンタル移籍。同年8月7日に完全移籍となった。

## 代表歴
自身はイングランド生まれながら、祖父がエディンバラ出身のため、スコットランド代表を選択した。2013年3月7日、A代表初招集。2013年3月26日のセルビア戦で初キャップを記録。
2016年3月10日、リーズでのプレー振りが評価され、約3年ぶりに招集。3月29日のデンマーク戦にリーズのチームメイトのリアム・クーパーと共に出場したが、同試合でデンマーク代表のエリク・スヴィアチェンコに激しいタックルを見舞い、試合後にオーゲ・ハレイデデンマーク代表監督から名指しで非難された。

## 所属クラブ
ユース
- チェルシーFC

プロ
- チェルシーFC 2007-2010

→ ヨーヴィル・タウンFC 2008 (loan)
→ ワトフォードFC 2008-2009 (loan)
→ ストックポート・カウンティFC 2009-2010 (loan)
- ブライトン・アンド・ホーヴ・アルビオンFC 2010-2014
- サンダーランドAFC 2014-2016

→ リーズ・ユナイテッドAFC 2015-2016 (loan)
- リーズ・ユナイテッドAFC 2016-2017
- ノッティンガム・フォレストFC 2017-2020

→ ボルトン・ワンダラーズFC 2019-2020 (loan)
→ リンカーン・シティFC 2020 (loan)
- リンカーン・シティFC 2020-2022
- ブラックプールFC 2022-2023

## 個人成績
2019年9月21日現在
| クラブ                                 | シーズン | リーグ             | リーグ | リーグ | FAカップ | FAカップ | リーグカップ | リーグカップ | その他 | その他 | 合計 | 合計 |
| クラブ                                 | シーズン | リーグ             | 出場   | 得点   | 出場     | 得点     | 出場         | 得点         | 出場   | 得点   | 出場 | 得点 |
| -------------------------------------- | -------- | ------------------ | ------ | ------ | -------- | -------- | ------------ | ------------ | ------ | ------ | ---- | ---- |
| チェルシー                             | 2007-08  | プレミアリーグ     | 0      | 0      | 0        | 0        | 0            | 0            | 0      | 0      | 0    | 0    |
| ヨーヴィル・タウン (loan)              | 2007-08  | リーグ1            | 9      | 0      | 0        | 0        | 0            | 0            | 0      | 0      | 9    | 0    |
| ワトフォード (loan)                    | 2008-09  | チャンピオンシップ | 6      | 0      | 2        | 0        | 1            | 0            | 0      | 0      | 9    | 0    |
| ストックポート・カウンティ (loan)      | 2009-10  | リーグ1            | 15     | 0      | 2        | 0        | 0            | 0            | 2      | 1      | 19   | 1    |
| ブライトン・アンド・ホーヴ・アルビオン | 2010-11  | リーグ1            | 37     | 2      | 6        | 0        | 0            | 0            | 1      | 0      | 44   | 2    |
| ブライトン・アンド・ホーヴ・アルビオン | 2011-12  | チャンピオンシップ | 43     | 0      | 3        | 0        | 3            | 0            | —      | —      | 49   | 0    |
| ブライトン・アンド・ホーヴ・アルビオン | 2012-13  | チャンピオンシップ | 41     | 0      | 2        | 0        | 1            | 0            | 2      | 0      | 46   | 0    |
| ブライトン・アンド・ホーヴ・アルビオン | 2013-14  | チャンピオンシップ | 11     | 0      | 0        | 0        | 1            | 0            | —      | —      | 12   | 0    |
| ブライトン・アンド・ホーヴ・アルビオン | 合計     | 合計               | 132    | 2      | 11       | 0        | 5            | 0            | 3      | 0      | 151  | 2    |
| サンダーランド                         | 2013-14  | プレミアリーグ     | 12     | 0      | 0        | 0        | 0            | 0            | —      | —      | 12   | 0    |
| サンダーランド                         | 2014-15  | プレミアリーグ     | 18     | 0      | 4        | 0        | 2            | 0            | —      | —      | 24   | 0    |
| サンダーランド                         | 2015-16  | プレミアリーグ     | 0      | 0      | 0        | 0        | 0            | 0            | —      | —      | 0    | 0    |
| サンダーランド                         | 合計     | 合計               | 30     | 0      | 4        | 0        | 2            | 0            | —      | —      | 36   | 0    |
| リーズ・ユナイテッド (loan)            | 2015-16  | チャンピオンシップ | 24     | 0      | 3        | 0        | 0            | 0            | —      | —      | 27   | 0    |
| リーズ・ユナイテッド                   | 2016-17  | チャンピオンシップ | 25     | 0      | 0        | 0        | 0            | 0            | —      | —      | 25   | 0    |
| リーズ・ユナイテッド                   | 2017-18  | チャンピオンシップ | 0      | 0      | 0        | 0        | 1            | 0            | —      | —      | 1    | 0    |
| リーズ・ユナイテッド                   | 合計     | 合計               | 49     | 0      | 3        | 0        | 1            | 0            | 0      | 0      | 53   | 0    |
| ノッティンガム・フォレスト             | 2017-18  | チャンピオンシップ | 25     | 1      | 0        | 0        | 0            | 0            | —      | —      | 25   | 1    |
| ノッティンガム・フォレスト             | 2018-19  | チャンピオンシップ | 1      | 0      | 0        | 0        | 3            | 0            | —      | —      | 4    | 0    |
| ボルトン・ワンダラーズ (loan)          | 2019-20  | リーグ1            | 3      | 0      | 0        | 0        | 0            | 0            | 0      | 0      | 3    | 0    |
| 通算                                   | 通算     | 通算               | 270    | 3      | 22       | 0        | 12           | 0            | 5      | 1      | 309  | 4    |